# Martha Stewart (actriz)
Martha Ruth Stewart Shelley (née Haworth; 7 de octubre de 1922-17 de febrero de 2021), más conocida como Martha Stewart, fue una actriz estadounidense. Se destacó por interpretar a Mildred Atkinson en In a Lonely Place (1950) junto con Humphrey Bogart.

## Primeros años
Stewart nació en Bardwell, Kentucky, el 7 de octubre de 1922. Su familia se trasladó a Brooklyn durante su infancia. Estudió en el New Utrecht High School y se graduó en 1939. Trabajó por primera vez en el mundo del espectáculo cantando en la radio NBC con Glenn Miller, Harry James y Claude Thornhill. Fue reclutada por un cazatalentos de Hollywood tras una aparición en el Stork Club de Manhattan.

## Carrera
Stewart debutó en el cine en Doll Face (1945), en la que actuó junto a Vivian Blaine y cantó en dúo con Perry Como. Luego actuó en Johnny Comes Flying Home (1946) junto con Richard Crane, y después en I Wonder Who's Kissing Her Now] (1947) con June Haver. Al año siguiente, actuó con Donald O'Connor en Are You with It?. También actuó en Broadway en el musical Park Avenue de 1946 a 1947.
Stewart interpretó uno de sus papeles más conocidos como la víctima de asesinato Mildred Atkinson en el clásico In a Lonely Place (1950). La película está considerada como una de las mejores interpretaciones de Humphrey Bogart. Ese mismo año, actuó en Convicted con Glenn Ford y Broderick Crawford. Luego protagonizó Aaron Slick from Punkin Crick (1952) junto con Alan Young y Dinah Shore. Apareció en televisión como copresentadora de Those Two de 1952 a 1953, y en un episodio de The Red Skelton Show en 1954. Pasaría casi una década antes de que apareciera en el episodio "A Nice Touch" de The Alfred Hitchcock Hour. Stewart actuó por última vez en Surf Party (1964), tras lo cual se retiró.

## Vida personal y muerte
Stewart estuvo casada con el cantante y cómico Joe E. Lewis durante dos años; el matrimonio acabó en divorcio en 1948. Su segundo matrimonio fue con el actor y cómico George O'Hanlon de 1949 a 1952. En 1955 se casó por tercera y última vez con David Shelley, con quien estuvo casada hasta su muerte en 1982. La pareja tuvo tres hijos, uno de los cuales, el cantante David Shelley, falleció antes que ella en 2015.
Stewart fue objeto de una obituario erróneo en 2012, publicada por el sitio web de la revista Variety, cuando en realidad seguía viviendo en California con el nombre de Martha Shelley. Stewart falleció el 17 de febrero de 2021, a la edad de 98 años.

## Filmografía
| Año  | Título                         | Papel            |
| ---- | ------------------------------ | ---------------- |
| 1945 | Doll Face                      | Frankie Porter   |
| 1946 | Johnny Comes Flying Home       | Ann Cummings     |
| 1947 | I Wonder Who's Kissing Her Now | Lulu Madison     |
| 1947 | Daisy Kenyon                   | Mary Angelus     |
| 1948 | Are You with It?               | Bunny La Fleur   |
| 1950 | In a Lonely Place              | Mildred Atkinson |
| 1950 | Convicted                      | Bertie Williams  |
| 1952 | Aaron Slick from Punkin Crick  | Soubrette        |
| 1964 | Surf Party                     | Pauline Lowell   |

## Créditos en televisión
- The Alfred Hitchcock Hour – "A Nice Touch" (1963)[6]
- The Red Skelton Show – Episodio #4.8 (1954)[5]
- Those Two – Co-Host (1952–1953)[4]
- Cavalcade of Stars – Episodio #3.16 (1951)[13]

## Galería

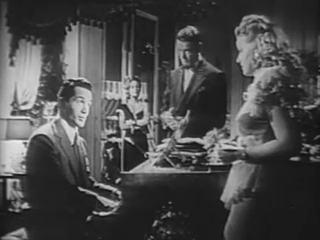
Martha Stewart y co-estrellas en Doll Face
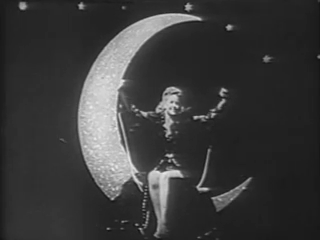
Martha Stewart interpretando "Somebody's Walking in My Dream" en Doll Face
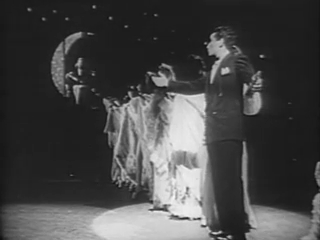
Martha Stewart y Perry Como interpretando "Somebody's Walking in My Dream" en Doll Face
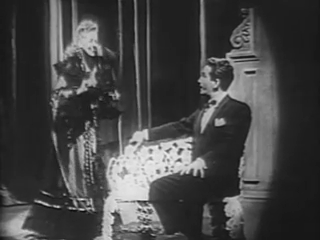
Martha Stewart y Perry Como interpretando "Somebody's Walking in My Dream" en Doll Face